# سيريل بوجيت
سيريل بوجيت (بالفرنسية: Cyrille Pouget)‏ هو لاعب كرة قدم فرنسي في مركز الهجوم، ولد في 6 ديسمبر 1972 في متز في فرنسا. شارك مع منتخب فرنسا لكرة القدم. أما مع النوادي، فقد لعب مع أولمبيك مارسيليا وباريس سان جيرمان وجونيس إيتش ونادي بيلينزونا ونادي سانت إتيان ونادي سيرفيت ونادي لوهافر ونادي ميتز.

## وصلات خارجية
- سيريل بوجيت على موقع الاتحاد الأوربي (الإنجليزية)
- سيريل بوجيت على موقع قاعدة بيانات كرة القدم.إي يو (الإنجليزية)
- سيريل بوجيت على موقع ليكيب (الفرنسية)
- سيريل بوجيت على موقع ناشيونال فوتبول تيمز (الإنجليزية)